# TAROM
TAROM (акроним от Transporturile Aeriene Române с рум. — «Румынский воздушный транспорт») или Romanian Air Transport — национальный авиаперевозчик, крупнейшая и старейшая авиакомпания Румынии.
Основной аэропорт авиакомпании — Международный аэропорт имени Анри Коанды в Отопени, в 16 километрах к северу от Бухареста. Там же находится штаб-квартира авиакомпании. 97,17 % акций TAROM принадлежит государству. 25 июня 2010 года авиакомпания вошла в состав альянса SkyTeam.

## Флот

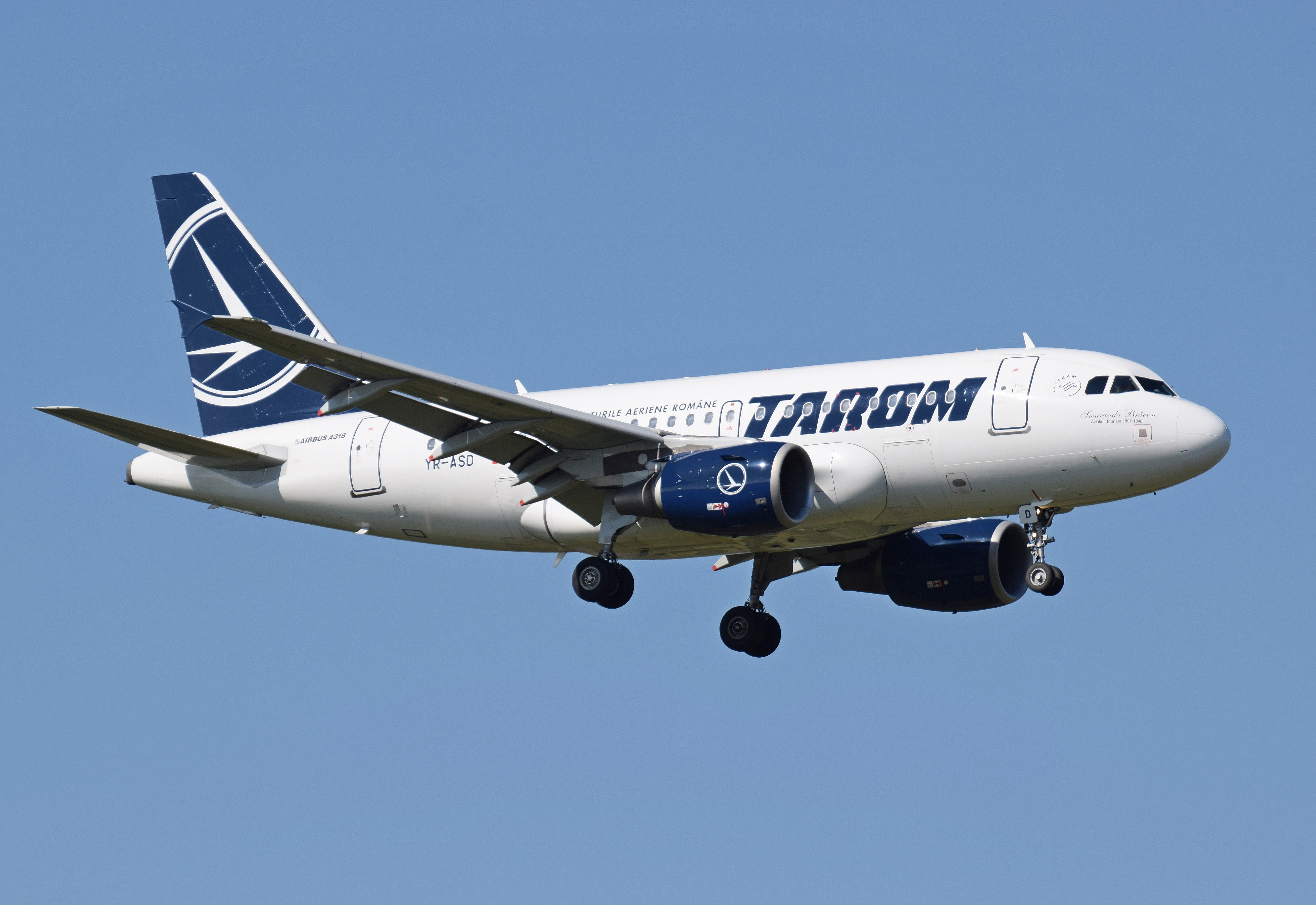
Airbus A318-100 авиакомпании TAROM.

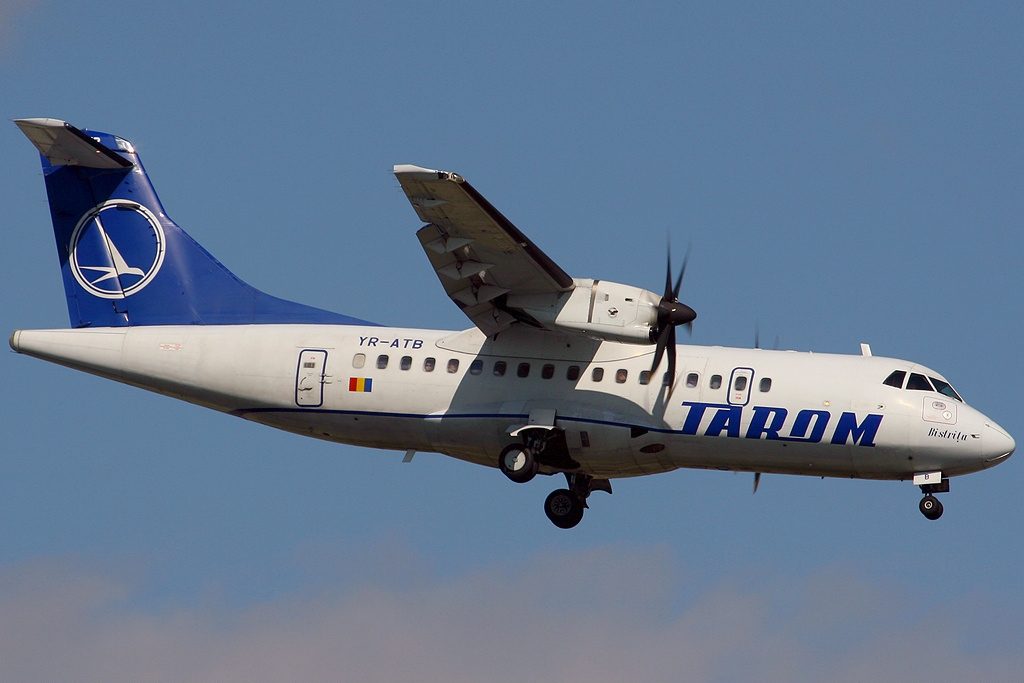
ATR 42-500 авиакомпании TAROM.

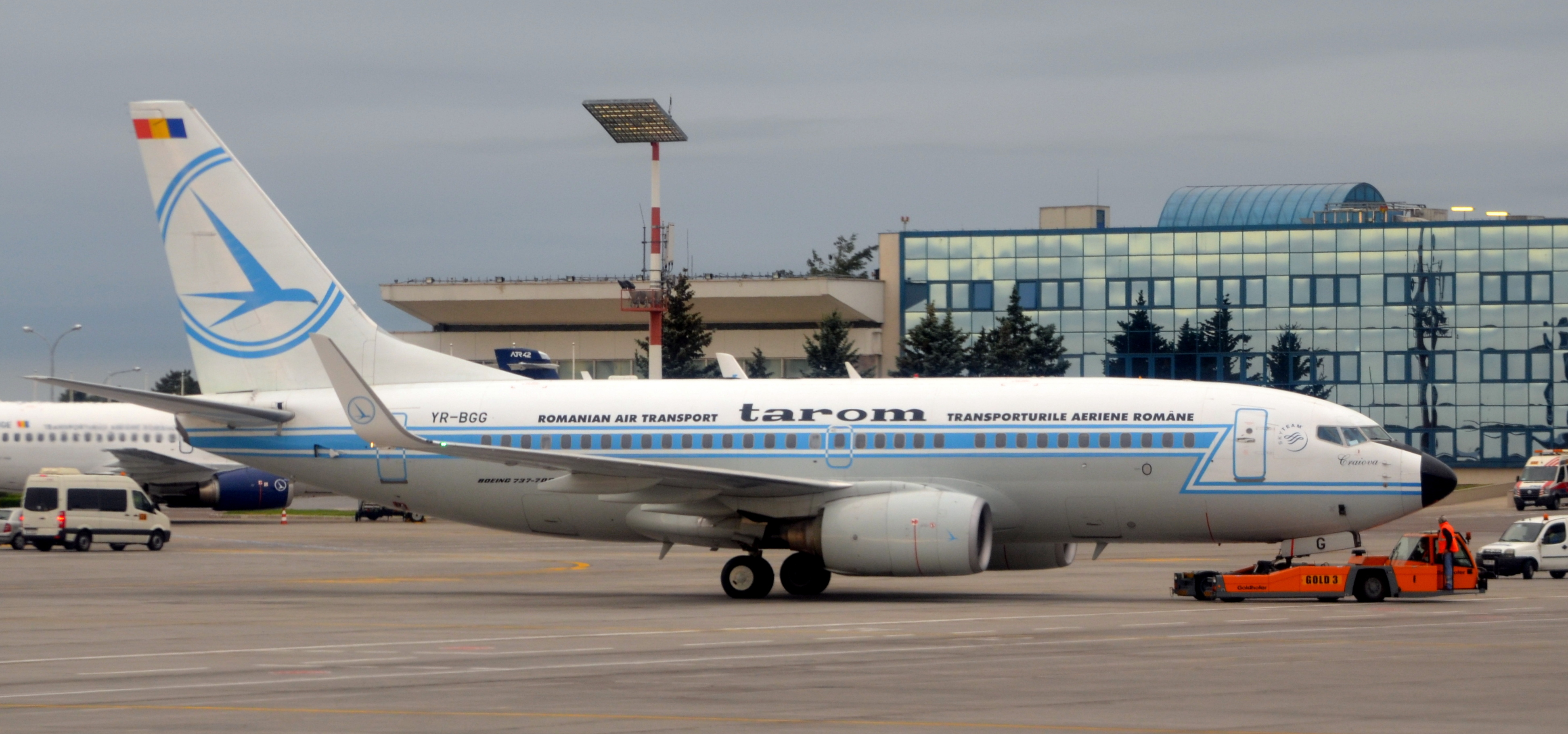
Boeing 737-700 в ретро-ливрее.

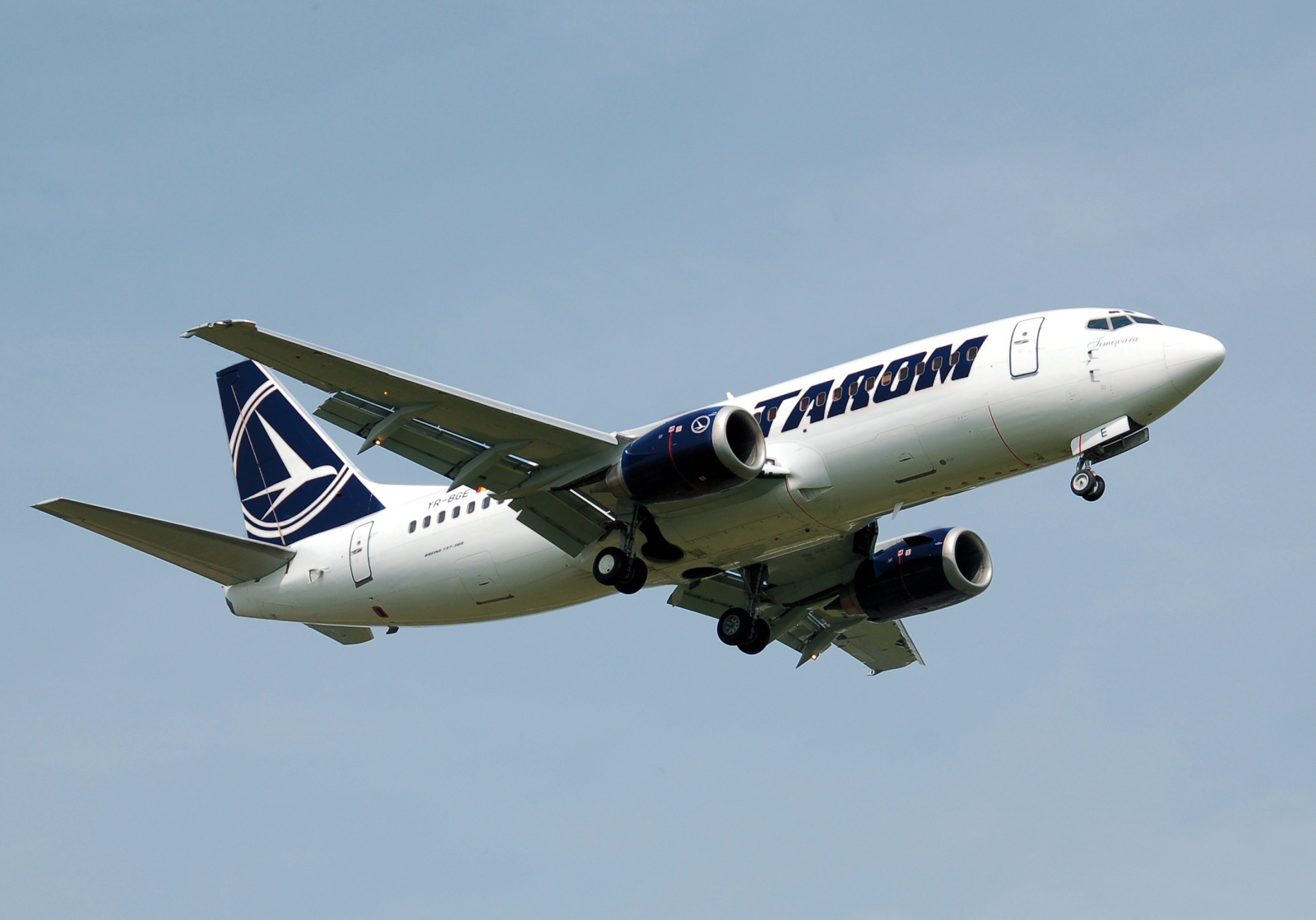
Boeing 737-300 авиакомпании TAROM.

По состоянию на октябрь 2018 года флот авиакомпании включает следующие авиалайнеры:

## Крупные катастрофы
- 29 декабря 1974 года — потерпел катастрофу Ан-24, совершавший внутренний рейс из Бухареста в Сибиу. Самолёт врезался в гору в 22 километрах к югу от Сибиу. Погибли все находившиеся на борту (28 пассажиров и 5 членов экипажа).
- 31 марта 1995 года — потерпел катастрофу Airbus A310 рейса 371. Самолёт, направлявшийся из Бухареста в Брюссель, разбился после взлёта из аэропорта Бухареста. Погибли все находившиеся на борту (60 человек). Причинами были как технические неисправности, так и ошибки пилотирования.

## Культурные аспекты
В аниме Fate/Apocrypha клан Иггдмилления использовал самолёты авиакомпании TAROM в заключительной схватке. Определить их принадлежность к данной авиакомпании можно по её логотипу на хвостовом оперении или на двигателях лайнеров.